# 敖家堡乡
敖家堡乡，是中华人民共和国辽宁省抚顺市清原满族自治县下辖的一个乡镇级行政单位。

## 行政区划
敖家堡乡下辖以下地区：
敖石哈村、马家沟村、大东沟村、小莱河村、大莱河村、台沟村、夹皮沟村、敖家堡村和于家堡村。